# Walter Sparn
Walter Sparn (* 15. November 1941 in Wels) ist ein deutscher Theologe.

## Leben
Von 1962 bis 1968 studierte er (evangelische Theologie, Philosophie, Geschichte) in Tübingen (Evangelisches Stift Tübingen), Erlangen, Bonn und Edinburgh. In Tübingen wurde er Mitglied der Verbindung Normannia. Nach der Promotion 1974 zum Dr. theol. in München war er von 1980 bis 1986 stellvertretender Leiter des Forschungsbereichs der Herzog August Bibliothek. Nach der Habilitation 1982 in Göttingen war er von 1986 bis 1995 Professor (Systematische Theologie und religiöse Gegenwartsfragen) an der Kulturwissenschaftlichen Fakultät der Universität Bayreuth. Von 1995 bis 2007 war er Professor (Systematische Theologie I) an der Theologischen Fakultät der Friedrich-Alexander-Universität Erlangen-Nürnberg.
Seine Forschungsschwerpunkte sind systematische Theologie: Dogmatik, Ethik, Fundamentaltheologie; Religionsphilosophie, empirische Religionsforschung und Frömmigkeits- und Wissenschaftsgeschichte der Neuzeit.

## Schriften (Auswahl)
- Wiederkehr der Metaphysik. Die ontologische Frage in der lutherischen Theologie des frühen 17. Jahrhunderts. Stuttgart 1976, ISBN 3-7668-0506-1.
- Leiden – Erfahrung und Denken. Materialien zum Theodizeeproblem. München 1980, ISBN 3-459-01313-3.
- Theologische Aufsätze. Zwei Bände (= Marburger theologische Studien, Bd. 103 u. 127). Evangelische Verlagsanstalt, Leipzig 2012/2016.
- Gott, Tugend und Unsterblichkeit. Theologische Aufsätze II: Protestantisches Christentum und die Herausforderung «Aufklärung». Leipzig 2016, ISBN 3-374-04553-7.
- „Luther, du! – Großer verkannter Mann!“ Lessings vieldeutiges Interesse an Luther. Vortrag, gehalten am 2. November 2017 im Lessinghaus Wolfenbüttel. Wolfenbüttel 2018, ISBN 3-942675-32-3.